# Hot Springs Landing (Nuevo México)
Hot Springs Landing es un lugar designado por el censo ubicado en el condado de Sierra en el estado estadounidense de Nuevo México. En el Censo de 2010 tenía una población de 110 habitantes y una densidad poblacional de 93,76 personas por km².

## Geografía
Hot Springs Landing se encuentra ubicado en las coordenadas 33°12′17″N 107°12′36″O / 33.20472, -107.21000. Según la Oficina del Censo de los Estados Unidos, Hot Springs Landing tiene una superficie total de 1.17 km², de la cual 1.17 km² corresponden a tierra firme y (0%) 0 km² es agua.

## Demografía
Según el censo de 2010, había 110 personas residiendo en Hot Springs Landing. La densidad de población era de 93,76 hab./km². De los 110 habitantes, Hot Springs Landing estaba compuesto por el 90.91% blancos, el 0% eran afroamericanos, el 5.45% eran amerindios, el 0.91% eran asiáticos, el 0.91% eran isleños del Pacífico, el 0% eran de otras razas y el 1.82% pertenecían a dos o más razas. Del total de la población el 9.09% eran hispanos o latinos de cualquier raza.